# 三氟乙醇
三氟乙醇或2,2,2-三氟乙醇（化學式：CF3CH2OH），是一種有機化合物 ，缩写為TFE，它是無色、能與水相溶的液體，帶有跟乙醇相似的氣味。由于三氟甲基的强吸电子效应，三氟乙醇的酸性比乙醇强得多，可与杂环化合物生成氢键键连的穩定配合物（例如：THF或吡啶）。

## 生產
三氟乙醇在工業生產中的制取常采用氫化或氢化物还原三氟乙酸的衍生物，如酯或酰氯。
TFE亦可從氫化通式为CF3−CHOH−OR（R=氫或1-8个碳原子的烷基）製備，以沉积在活性炭上的钯作催化劑。此外还常加入脂肪叔胺，如三乙胺共催化。

## 用途

### 作為溶劑
三氟乙醇在有機化學中用作溶劑。用过氧化氢对硫化合物的氧化反应常采用TFE作溶剂。
在生物學中，TFE可於用NMR光譜學研究蛋白質折疊時作為一種聯合溶劑。此溶劑能有效地把肽及蛋白質溶解。在一定濃度下，TFE可強烈地影響蛋白質的三維結構。
工業上，三氟乙醇是生产尼龍和医药时用的溶剂。

### 反應
三氟乙醇可被氧化为三氟乙醛或三氟乙酸。它也可提供三氟甲基，参与化學反應如Horner-Wadsworth-Emmons反应的Still-Gennari改进。
2,2,2-三氟乙基乙烯基醚是三氟乙醇的乙烯基醚，用作通過臨床診斷的可吸入藥品。可由三氟乙醇與乙炔加成製備。

## 外部連結
- 鹵化碳--含氟化合物